# Palacio Magistral de la Orden de Malta
El Palacio Magistral (en italiano: Palazzo Magistrale), también conocido como Palacio de Malta o Palacio de la Orden de Malta, es la más importante de las dos sedes de la Soberana Orden Militar y Hospitalaria de San Juan de Jerusalén de Rodas y de Malta (además de la Villa de Malta), una orden religiosa laica católica y un ente soberano sujeto a derecho internacional. Se ubica en la Via dei Condotti, 68 en Roma, Italia, a unos cuantos minutos caminando de la Plaza de España, y el Gobierno italiano le ha concedido estatus de extraterritorialidad. El Palacio pertenece a la Orden de Malta desde 1630.

## Contexto
El 12 de junio de 1798, las fuerzas francesas comandadas por Napoleón Bonaparte llegaron a la isla de Malta. Malta era en aquel entonces la base de la Orden de San Juan de Jerusalén, también conocida como Orden de Malta. Carlos V entregó la isla a esta orden en el año 1530. Napoleón dejó una importante guarnición en la isla y eligió una nueva administración. Tras una revuelta maltesa, el almirante británico Nelson tomó Malta el 5 de septiembre de 1800. Malta se convirtió en colonia británica el 30 de marzo de 1814 por el Tratado de París.

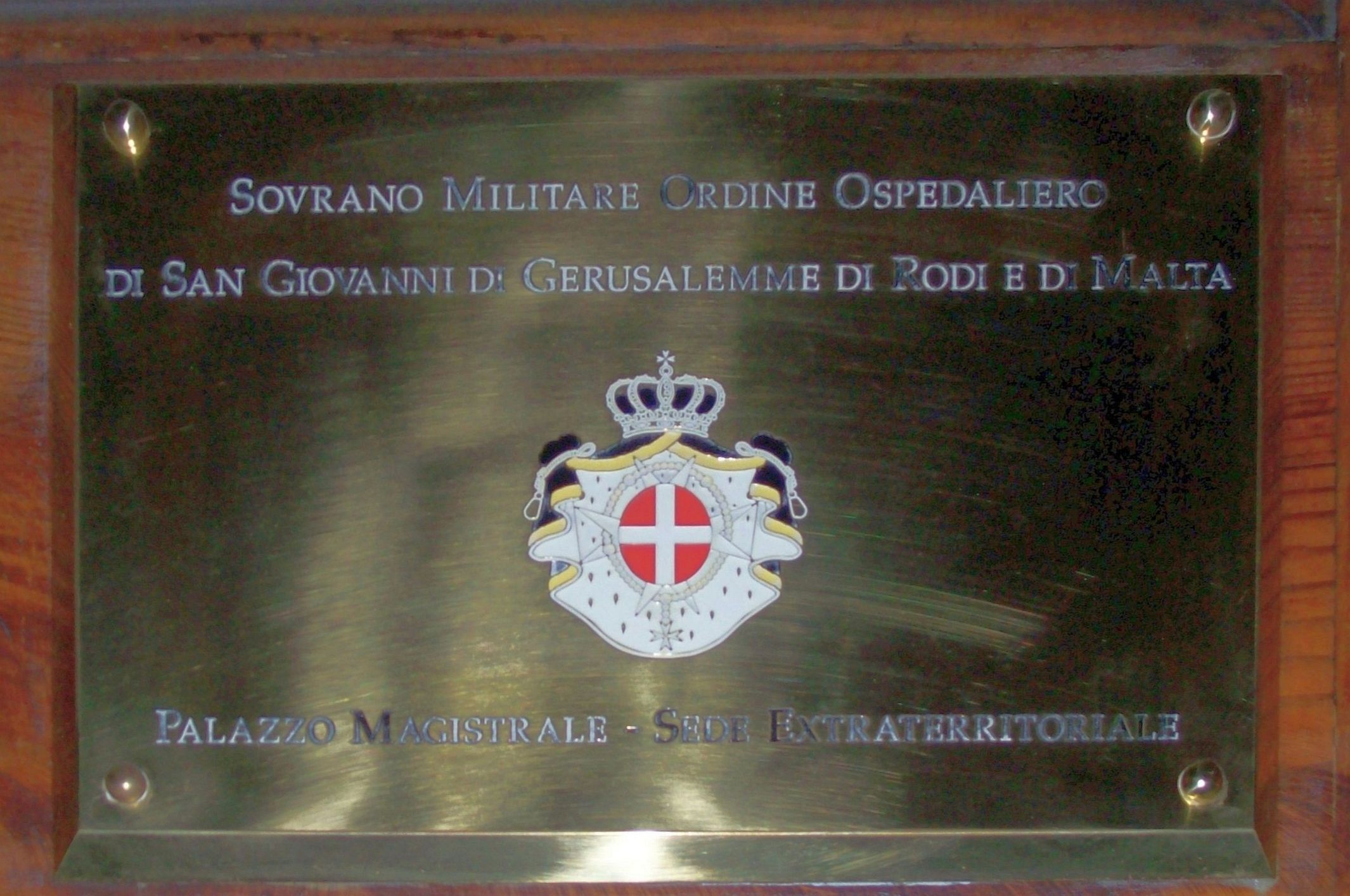
Placa en la entrada

Así, la Orden de Malta se quedó sin territorio, y quedó disuelta en la práctica. Sin embargo, fue restaurada en 1834, bajo el nuevo nombre de Soberana Orden Militar y Hospitalaria de San Juan de Jerusalén, de Rodas y de Malta, o sencillamente Soberana Orden Militar de Malta, cuya nueva sede quedó establecida en el Palacio Magistral. En 1869, tanto este palacio como la otra sede de la orden, la Villa de Malta, recibieron estatus de extraterritorialidad. A día de hoy es reconocida por 114 países como la sede independiente de una entidad soberana, con la que tienen relaciones diplomáticas mutuas.

## Historia

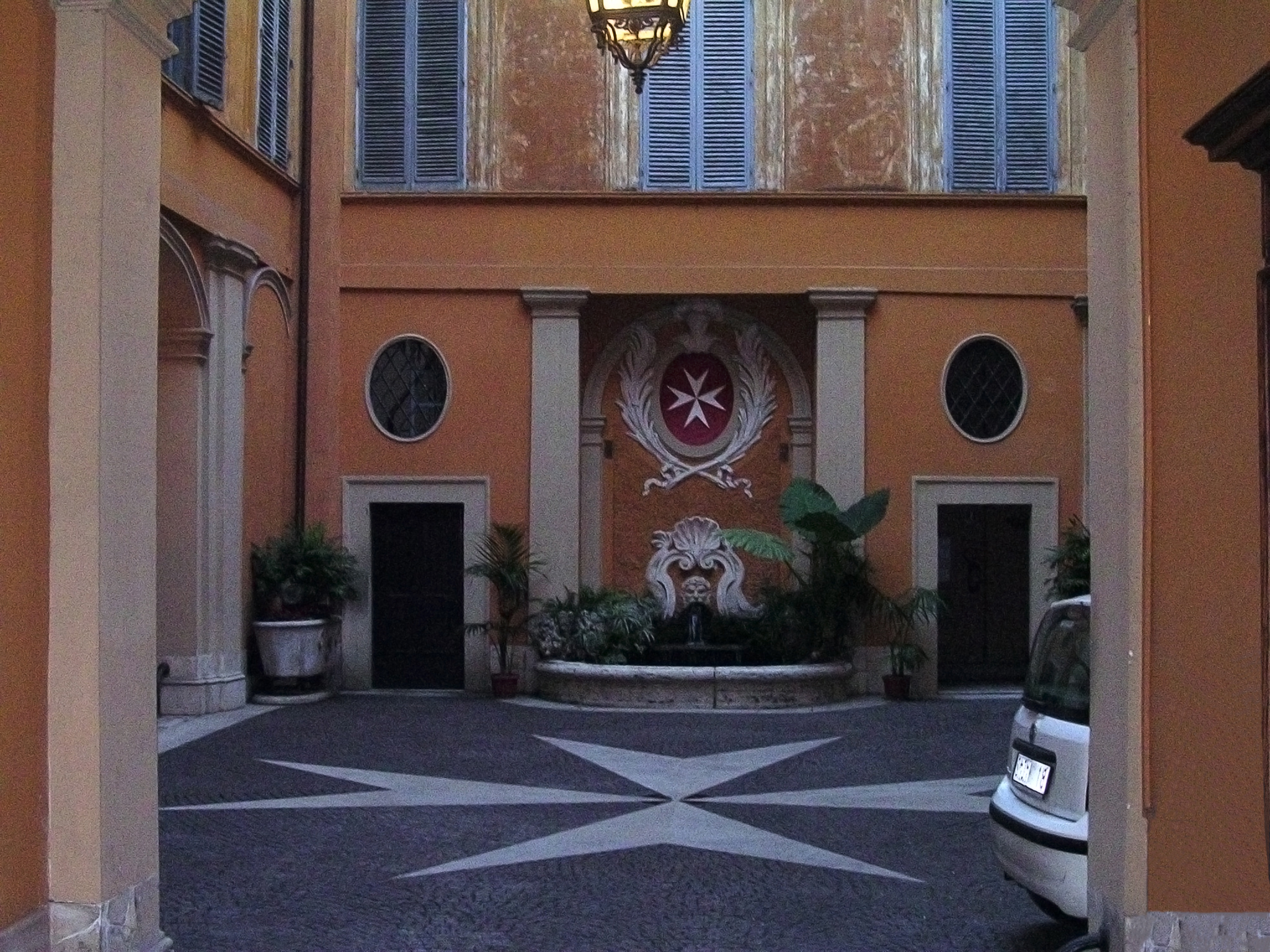
Patio del Palacio Magistral

El edificio ahora llamado Palacio Magistral fue adquirido en el siglo XVI por el arqueólogo italiano de origen maltés Antonio Bosio, cuyo tío era el representante de la Orden de San Juan en la Santa Sede. Cuando Bosio murió en 1629, legó el edificio a la Orden, y posteriormente se convirtió en la residencia del embajador de la Orden ante la Santa Sede. Cuando Carlo Aldobrandini se convirtió en embajador, amplió el edificio hasta su tamaño actual.  La mayoría de las responsabilidades gubernamentales y administrativas de la Orden se llevan a cabo en este edificio.
En la década de 1720, el Gran Maestre António Manoel de Vilhena encomendó a Carlo Gimach la restauración y la decoración adicional del palacio. Esta información se recupera con las cartas intercambiadas por el Gran Maestre y el embajador de la Orden en Roma, Giambattista Spinola. Las renovaciones incluyeron la adición de una gran fuente en el patio. El edificio siguió siendo una embajada hasta que la Orden trasladó allí su sede en 1834.
El edificio fue ampliamente renovado entre 1889 y 1894, pero se conservaron la mayoría de las características originales.
El 26 de enero de 1938 fue bautizado en este palacio el infante Juan Carlos, futuro Juan Carlos I, rey de España, en una ceremonia oficiada por el cardenal Pacelli, futuro papa Pío XII.
Matthew Festing, quien ejerció de Príncipe y Gran Maestre de la Soberana Orden Militar de Malta, vivió en el edificio desde 2008 hasta su renuncia en 2017, después de una disputa con la Santa Sede.

## Arquitectura
El edificio está hecho de bloques de sillar, y  es coronada con una cornisa mensulada.